# Benny Morris
Benny Morris (Ein HaHoresh, 8 dicembre 1948) è uno storico e giornalista israeliano.
È uno dei più influenti rappresentanti dei Nuovi storici post-sionisti, un gruppo di ricercatori universitari che ha rimesso in discussione alcune visioni dei conflitti arabo-israeliani, specialmente quello del 1948 susseguente alla dichiarazione d'indipendenza, sulla base della risoluzione delle Nazioni Unite, dello Stato d'Israele. È docente di storia al dipartimento di Studi Medio-orientali della Università Ben Gurion del Negev a Be'er Sheva, Israele.

## Biografia

### Origini familiari
I genitori di Benny Morris emigrarono in Palestina dal Regno Unito nel 1947. Appartenevano al movimento Hashomer Hatzair e s'insediarono nel kibbutz Ein HaHoresh a sud di Haifa, dove nacque Benny nel 1948. Più tardi, i genitori andarono a far parte dei fondatori del kibbutz Yas'ur, situato sui territori di Al-Birwa, un villaggio arabo i cui abitanti furono espulsi nel corso della Guerra arabo-israeliana del 1948, ma si recarono nel 1949 a Gerusalemme. Suo padre Ya'akov è nominato diplomatico e nel 1957 la famiglia si trasferisce a New York, dove rimane 4 anni e poi di nuovo per 2 anni nel 1963.

### Servizio militare
Alla fine dei suoi studi secondari, Benny Morris effettua il suo servizio militare in un'unità di paracadutisti e finisce il suo periodo d'istruzione proprio poco prima della Guerra dei sei giorni. Il suo battaglione è dispiegato come riserva sul fronte del Golan ma non prende parte attiva alla guerra, malgrado il fatto che vari suoi appartenenti, fra cui il comandante, siano feriti dai tiri d'artiglieria siriana. Nel 1969 viene ferito da un proiettile d'artiglieria egiziano mentre è di guarnigione lungo il Canale di Suez. Benny Morris effettua allora studi di storia all'Università Ebraica di Gerusalemme che egli completa con un dottorato all'Università di Cambridge e riguardante le relazioni anglo-tedesche.

### Giornalista al Jerusalem Post
Al suo ritorno a Gerusalemme entra a lavorare al Jerusalem Post, posto che conserverà per 12 anni. In questo periodo si sposa e ha 3 figli, iniziando ad effettuare nel suo tempo libero ricerche negli archivi del governo israeliano. S'interessa inizialmente al Palmach, ma l'accesso ai suoi archivi, dapprima concesso, gli è revocato per la sospettosità dei veterani dell'antica struttura paramilitare. S'interessa allora al problema dell'esodo palestinese durante la guerra del 1948. A seguito delle sue ricerche, pubblica nel 1988 per la Cambridge University Press l'opera che lo rese celebre: The Birth of the Palestinian Refugee Problem. Questo lavoro, che affronta un tema estremamente irto di difficoltà e fomite di profonde polemiche, è riconosciuto dagli storici come un lavoro di "precisione e di dettaglio burocratico".

### Obiettore di coscienza
Nel 1988 aumenta la propria notorietà rifiutando di effettuare il suo periodo di riserva nei Territori occupati, venendo conseguentemente incarcerato per 3 settimane. È il 39º refusenik (obiettore di coscienza) israeliano. Ha già servito con titubanza nel 1982, in occasione della guerra del Libano, e una prima volta nei Territori occupati nel 1986, ma all'epoca la prima intifada non era ancora stata proclamata.

### La nuova storiografia israeliana
All'uscita dalla prigione e a seguito delle reazioni suscitate dalla sua opera, egli inventa il termine di Nuova storiografia per identificare gli storici che sono impegnati a indagare documentariamente sulla storia delle origini d'Israele, non contentandosi più delle dichiarazioni orali, inevitabilmente di parte, dei protagonisti delle vicende. Come lui, in questa corrente s'identificano Avi Shlaim e Ilan Pappé. Questi ultimi sono attaccati con virulenza dai compatrioti e da molti ebrei della diaspora, accusati di antisionismo e di metodi paragonati, con intenti evidentemente diffamatori, addirittura a quelli dei negazionisti.

### Il licenziamento dal Jerusalem Post
Nel 1990, quando il Jerusalem Post è acquistato da Conrad Black, che cambia la sua tradizionale linea editoriale per farne il portavoce del Likud, Benny Morris fa parte "dei 35 giornalisti di sinistra" che sono licenziati. Fra il 1990 e il 1995 vive in condizioni precarie come storico freelance. Per guadagnarsi la vita pubblica nuovi libri, quali: 1948 and After: Israel and the Palestinians (1990), Israel's Secret Wars (1991), The Roots of Appeasement (1992), Israel's Border Wars (1993).

### La carriera universitaria
Pensa allora di emigrare verso gli Stati Uniti, ma il Presidente israeliano Ezer Weizman lo convoca e gli garantisce un posto universitario. Nel 1997 è nominato nel Dipartimento di Studi del Vicino Oriente nell'Università Ben Gurion del Negev a Be'er Sheva (Bersheba). Nel 2005 insegna all'Università statale del Maryland, nella cittadina di College Park, negli Stati Uniti. Nell'anno accademico 2015-2016 Morris ha insegnato come Goldman Visiting Israeli Professor alla Georgetown University's Department of Government.

## Polemiche
Morris si dichiara sionista. Nella sua opera The Birth of the Palestinian Refugee Problem Revisited, riferisce di essere stato alternativamente vilipeso come un propagandista dell'Organizzazione per la Liberazione della Palestina e come un propagandista sionista sofisticato e, più raramente, come un cattivo storico. Morris ha manifestato nel corso della sua carriera opinioni politicamente non allineate con il governo di Israele. Tuttavia dopo il 2000, ha cominciato ad essere pessimista sulle vere intenzioni dei palestinesi rispetto al processo di pace. In un'intervista ha dichiarato come abbia "capito che non vogliono accettare la soluzione dei due Stati". Morris ha risposto ai critici che lo accusavano di essere come storico sbilanciato a favore di Israele che chi legge i suoi libri può capire come ogni volta che vengono descritte le atrocità commesse da parte israeliana esse vengono implicitamente condannate. Tuttavia lo stesso Morris non ha remore nell'affermare che le espulsioni delle popolazioni palestinesi avvenute nelle fasi iniziali della nascita dello stato di Israele sono state un male necessario.
Morris ha avuto una polemica con lo storico israeliano di sinistra Ilan Pappé dopo una recensione del libro di Pappé A History of Modern Palestine. Nel corso della polemica Morris ha accusato Pappé di non essere attendibile, mentre Pappé ha accusato Morris di avere assunto posizioni di destra per opportunismo politico. Più circostanziata e rilevante è la polemica sulle origini del problema dei profughi palestinesi. Secondo Morris, l'esodo fu il risultato della guerra. Prima del maggio del 1948, i Palestinesi fuggivano principalmente i combattimenti, poi furono generalmente espulsi nel corso delle operazioni militari. Secondo Morris non si può dimostrare o scoprire che ciò era il risultato di una politica ebraica deliberata. Secondo Ilan Pappé, al contrario, l'esodo palestinese può essere paragonato a un'operazione di «pulizia etnica», conseguenza di una politica pianificata da David Ben Gurion e messa in opera dai suoi consiglieri; sempre secondo Ilan Pappé, questa politica fu applicata fin dal dicembre del 1947, ben prima quindi della proclamazione dello Stato d'Israele.

## Opere
- Esilio. Israele e l'esodo palestinese 1947-1949 (The Birth of the Palestinian Refugee Problem, 1947-1949, 1988; riveduto, 2004), traduzione di S. Beltrame, S. Cappelletti, E. Peru, Collana Storica, Milano, Rizzoli, 2004, ISBN 978-88-170-0858-7.
- B. Morris-Ian Black, Mossad. Le guerre segrete di Israele (Israel's Secret Wars: A History of Israel's Intelligence Services, 1936-1990), traduzione di E. Peru, Collana Saggi stranieri, Milano, Rizzoli, 2003, ISBN 978-88-178-7245-4.
- Le guerre di confine d'Israele 1949-1956 (Israel's Border Wars 1949-1956: Arab Infiltration, Israeli Retaliation and the Countdown to the Suez War, 1993), traduzione di G. Maini e M. Pagliano, Collana Le guerre, Gorizia, LEG, 2011, ISBN 978-88-610-2096-2., Medio Oriente dentro la guerra: le guerre di confine d'Israele, 1949-1956, Gorizia, LEG, 2018
- 1948. Israele e Palestina tra guerra e pace (1948 and after; Israel and the Palestinians, 1994), traduzione di Stefano Galli, Collana Saggi stranieri, Milano, Rizzoli, 2004, ISBN 978-88-170-0255-4.
- Vittime. Storia del conflitto arabo-sionista 1881-2001 (Righteous Victims: A History of the Zionist-Arab Conflict 1881-1999, 1999-2001), traduzione di Stefano Galli, Collana Saggi stranieri, Milano, Rizzoli, 2001, ISBN 978-88-17-86760-3.
- (EN) Correcting a Mistake: Jews and Arabs in Palestine/Israel, 1936-1956, Am Oved Publishers, 2000.
- (EN) The Road to Jerusalem: Glubb Pasha, Palestine and the Jews, London, I B Tauris & Co Ltd, 2003, ISBN 978-1-86064-812-0.
- (editing), Making Israel, University of Michigan Press, 2007, ISBN 978-0-472-03216-7.
- La prima guerra di Israele. Dalla fondazione al conflitto con gli stati arabi 1947-1949 (1948: A History of the First Arab-Israeli War, 2008, traduzione di D. Didero, Collana Storica, Milano, Rizzoli, 2007, ISBN 978-88-170-1777-0.
- Due popoli una terra. Quale soluzione per Israele e Palestina (One State, Two States: Resolving the Israel/Palestine Conflict, 2009), traduzione di D. Didero, D. Giusti, I. Katerinov, Collana Piccoli saggi, Milano, Rizzoli, 2009, ISBN 978-0-300-12281-7.
- B. Morris-Dror Ze'evi, Il genocidio dei cristiani 1894-1924. La guerra dei turchi per creare uno stato islamico puro (The Thirty-Year Genocide: Turkey's Destruction of Its Christian Minorities, 1894-1924, 2019), traduzione di Andrea Russo e Fabio Serafini, Collezione Saggi stranieri. La Grande Storia, Milano, Rizzoli, 2019, ISBN 978-88-171-0931-4.